# Иконников, Геннадий Иванович
Геннадий Иванович Иконников (род. 12 апреля 1956, Челябинск) — советский хоккеист, защитник, Мастер спорта СССР. Российский тренер.

## Биография
С шести лет стал занимался в хоккейной школе СК ЧТЗ у Петра Дубровина, куда Иконникова привёл старший брат Николай (1951—2001). Затем тренерами был Георгий Стасюк, Владимир Угрюмов, Юрий Перегудов. В молодежной команде 1954—1955 г.р. тренером вновь был Дубровин. До юношеского возраста играл в нападении.
Отец работал на ЧТЗ крановщиком, мать — сварщицей. Помимо брата — сестра 1957 г.р.
В составе «Трактора» занял 6-е место в финале юношеского первенства СССР (1972), 4-е место в финале молодёжного первенства СССР (1973). Занял 5-е место в финале молодёжного первенства (1973), после которого был переведён в ЦСКА, где стал играть в паре с Вячеславом Фетисовым. Всего в сезонах 1974/75 — 1975/76 сыграл в чемпионате 8 матчей. Во втором сезоне был переведён в СКА МВО Липецк. Три сезона отыграл в саратовском «Кристалле». После рождения второго ребёнка вернулся в «Трактор».
В 1980 году закончил Челябинский институт физкультуры, переведясь из Московского института физкультуры.
Провёл в команде девять сезонов. В сезоне 1988/89 выступал за «Металлург» Челябинск, три сезона — за «Салават Юлаев» Уфа.
Два года отработал в столярной мастерской — строгал двери, окна, перила. В 1994—1997 годах работал в ДЮСШ «Трактор», затем — точильщик коньков и кинооператор. Два сезона был тренером защитников. Инженер сервиса в «Тракторе» (2002—2019).
Чемпион Европы среди юниоров 1975, победитель неофициального чемпионата мира среди молодёжных команд 1976, обладатель Кубка европейских чемпионов 1975.
Сын Евгений (род. 1979) также хоккеист.